# Фабріано
Фабріано (італ. Fabriano) — муніципалітет в Італії, у регіоні Марке, провінція Анкона.
Фабріано розташоване на відстані близько 165 км на північ від Риму, 60 км на південний захід від Анкони.
Населення — 31 596 осіб (2014).
Щорічний фестиваль відбувається 24 червня. Покровитель — Іван Хреститель (San Giovanni Battista).

## Демографія
Населення за роками:

Станом на 1 січня 2023 року в муніципалітеті офіційно проживало 2598 іноземців з 84 країн, серед них 607 громадян країн Євросоюзу та 91 громадянин України.

## Сусідні муніципалітети
- Черрето-д'Езі
- Костаччаро
- Езанатолья
- Ф'юміната
- Фоссато-ді-Віко
- Дженга
- Гуальдо-Тадіно
- Мателіка
- Ночера-Умбра
- Поджо-Сан-Вічино
- Сассоферрато
- Серра-Сан-Куїрико
- Сіджилло